# پل مه‌یر (آماردان)
پل مه‌یر (انگلیسی: Paul Meier (statistician)؛ ۲۴ ژوئیهٔ ۱۹۲۴ – ۷ اوت ۲۰۱۱) یک دانشمند اهل ایالات متحده آمریکا بود.
وی همچنین برنده جوایزی همچون کمک هزینه گوگنهایم شده است.